# Black Arrow

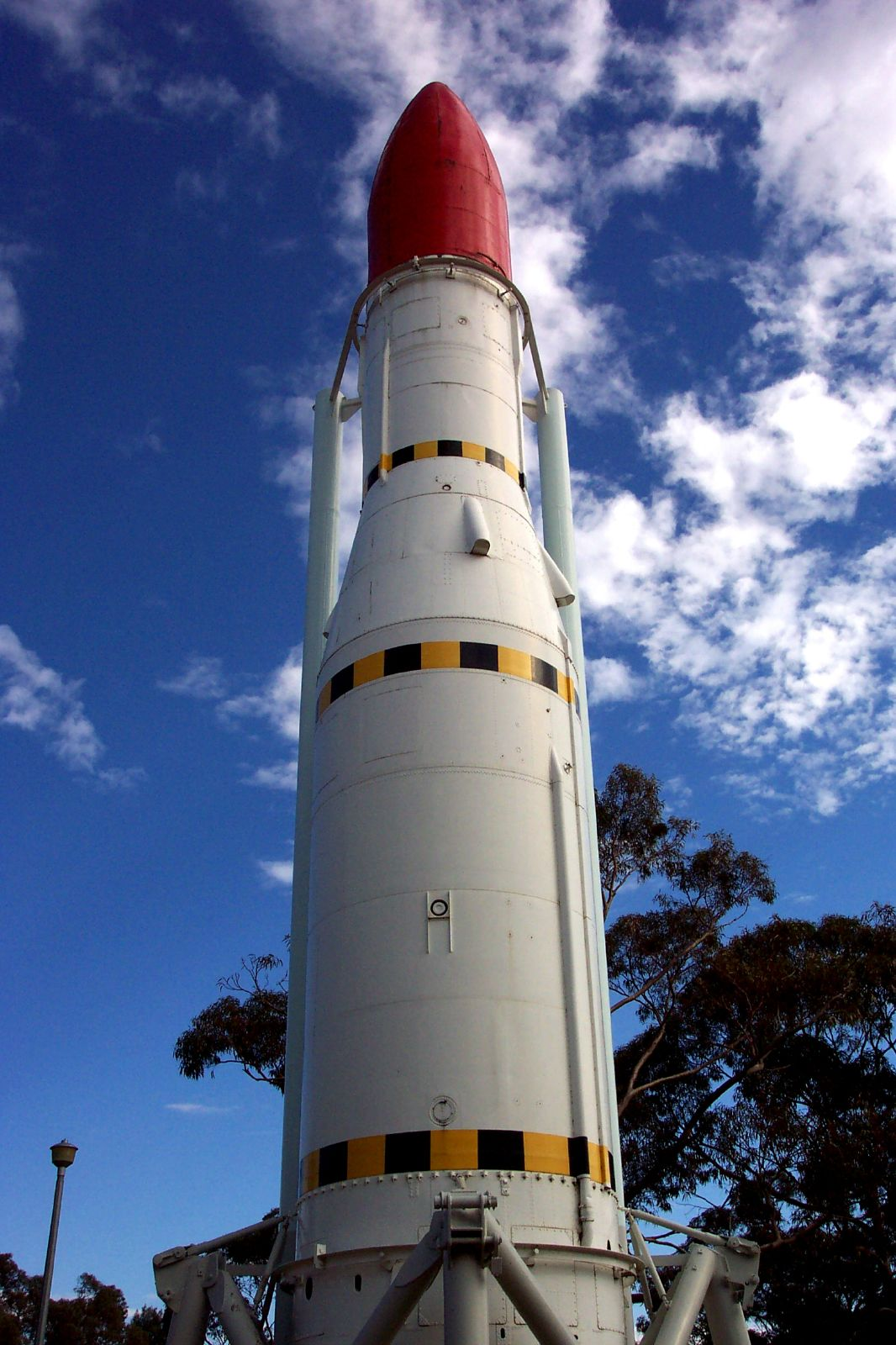
Maqueta a mida real del Black Arrow.

El Black Arrow (en (català), Fletxa Negra) és un coet de fabricació totalment britànica, únic projecte d'aquest tipus portat a terme al Regne Unit, cancel·lat el 1971. Va aconseguir posar un satèl·lit en òrbita, Prospero X-3, el 28 d'octubre de 1971.
Es tractava d'un vehicle de tres etapes que utilitzava motors simples agrupats en lloc d'un únic gran motor. La primera etapa muntava 8 cambres de combustió amb 4 parells de motors Gamma amb una junta de cardan, direccionables en els tres eixos. La segona etapa usava dos motors Gamma amb toveres esteses per millorar l'expansió dels gasos en el buit i augmentar l'eficàcia de la propulsió. Tots dos motors anaven muntats sobre juntes de cardan.
La tercera etapa era un motor Waxwing alimentat per combustible sòlid.
En total es van llançar 4 Black Arrow, el primer el 27 de juny de 1969 i l'últim el 28 d'octubre de 1971, essent aquest últim llançament el que va posar en òrbita el satèl·lit Prospero.

## Dades tècniques
- Càrrega màxima: 73 kg per a una òrbita de 200 km.
- Empenta en l'enlairament: 222,4 kN
- Massa total: 18.130 kg
- Diàmetre del cos principal: 1,98 m.
- Longitud total: 13 m.